# Sylvie Denis
Pour les articles homonymes, voir Denis.
Œuvres principales
- Jardins virtuels
- Haute-École

Sylvie Denis, née le 10 novembre 1963 à Talence, est une femme écrivain française de science-fiction et de fantasy. 
Novelliste et  romancière, elle a reçu le prix Solaris en 1988 pour L'Anniversaire de Caroline, le prix Rosny aîné en 2000 pour Dedans, dehors et le prix Julia-Verlanger en 2004 pour Haute-École.
Elle est également essayiste, critique, anthologiste, traductrice et rédactrice en chef de Cyberdreams.
Elle est considérée par les critiques comme une grande dame de la science-fiction française, tant en raison de ses activités multiples dans le domaine  que de son attachement à une science-fiction accordant une grande place aux technosciences et à leur impact sur les sociétés humaines.

## Biographie

### Jeunesse et formation
Sylvie Denis est née dans une famille modeste de Saint-Gaudens, qui s'installa à Ussel alors qu'elle avait huit ans. Elle s'intéresse assez tôt à la science fiction, d'abord par une série télévisée, puis en découvrant les livres de la collection Fleuve Noir Anticipation.
Elle se tourne vers l'enseignement et devient professeur d'anglais.

### Débuts
Ses premiers textes paraissent à la fin des années 1980. Sa nouvelle  L'Anniversaire de Caroline reçoit le Prix Solaris en 1988 et est reprise dans son premier recueil, Jardins virtuels, en 1995. 
En 1993, elle est mutée au lycée Jean Monnet de Cognac, et se fixe dans cette ville.
Cofondatrice au milieu des années 1990 de la revue Cyberdreams, qui reçoit le grand prix de l'Imaginaire en 1996, elle assure seule le poste de rédactrice en chef sur les deux derniers numéros. Elle a largement contribué à faire connaître en France Greg Egan. Parmi les anthologies qu'elle a réunies, figure Escales 2001 qui rassemble des œuvres notoires de la SF francophone[réf. nécessaire].
Elle publie également à cette époque de nombreuses nouvelles et est considérée comme une novelliste d'exception. Elle reçoit  le prix Rosny aîné en 2000 pour Dedans, dehors. 
Son recueil Jardins virtuels est réédité en 2003 chez Gallimard dans une version largement augmentée (treize nouvelles au lieu de cinq). Il est salué par la critique ; Bifrost et Actusf parlent de Sylvie Denis comme d'une « grande dame » de la SF francophone,.

### Écrivaine professionnelle
En 2002, elle renonce à l'enseignement pour vivre de sa plume.
Son premier roman, Haute-École (2004), paru aux éditions de l'Atalante, est une œuvre de fantasy noire parfaitement atypique, qui repose notamment sur une réflexion poussée sur la notion d'éducation. L'école de sorciers qui y est décrite, avec ses élèves contraints non sans brutalité de se spécialiser dans une activité magique unique (par exemple servir de « gond » magique à la porte de la ville), représente clairement l'antithèse de celle de Harry Potter : la forme d'éducation que l'on y pratique relève de la castration mentale plutôt que de l'enseignement.
Outre Greg Egan, elle a également traduit des auteurs anglo-saxons de science-fiction comme Alastair Reynolds, Catherine Asaro ou Stephen Baxter — ces deux derniers en collaboration avec Roland C. Wagner.
Sa traduction du roman de Megan Lindholm (Robin Hobb), Le Dernier Magicien, a reçu à l'unanimité du jury le prix Imaginales 2004.
Un deuxième roman adulte, La Saison des singes, est sorti en mars 2007. Elle a également publié aux éditions Mango, dans la collection jeunesse Autres Mondes, les romans Les îles dans le ciel en 2008 et Phénix futur en 2009.
En 2009, elle publie le recueil de nouvelles Pèlerinage.
En 2012 paraît L'Empire du sommeil suite de La Saison des singes.
En 2013, quelques mois après un accident sur la nationale 10 qui coûta la vie à son compagnon Roland C. Wagner et où elle fut blessée, Sylvie Denis quitte Cognac où elle avait passé 20 ans pour le Gers.
En 2020, elle est, avec Sara Doke, l'une des invitées de la convention nationale française de science-fiction.

## Œuvres

### Romans
- L'Invité de verre, 1997Fait partie du cycle collectif Agence Arkham
- Haute-école, L'Atalante, 2004
- La Saison des singes, L'Atalante, 2007
- Les Îles dans le ciel, Mango jeunesse, 2008
- Phénix Futur, Mango jeunesse, 2009
- L'Empire du sommeil, L'Atalante, 2012Suite de La Saison des singes

### Recueils de nouvelles
- Jardins virtuels, Cyberdreams, 1995Recueil de cinq nouvelles ; édition révisée et augmentée, Gallimard, coll. « Folio SF » no 126, 2003, 242 p. (treize nouvelles)
- Pèlerinage, ActuSF, 2009Recueil de cinq nouvelles

### Nouvelles
- Hôtels, 1996
- Dedans, dehors (1999)

## Sources